# Kenneth Burke
Kenneth Duva Burke (5 de maio de 1897, Pittsburgh, Pennsylvania – 19 de novembro de 1993, Andover, Nova Jérsei), foi um filósofo e teórico da literatura norte-americano.  Seus principais campos de estudo foram a Retórica e a Estética.

## Biografia
Estudou na Ohio State University e depois na Columbia University (1916-1917), desistindo para tornar-se escritor. No Greenwich Village teve contato com a vanguarda de artistas norte-americanos como Hart Crane, Cowley, Gorham Munson e Allen Tate. Criado em família católica tornou-se agnóstico.

## Influências
Influenciado pelas ideias de Sigmund Freud e Friedrich Nietzsche dedicou-se ao estudo das obras de Shakespeare. Importantes pensadores do século XX declaram sua influencia: Harold Bloom, Stanley Cavell, Susan Sontag, sua aluna na University of Chicago e Erving Goffman.

## Retórica e dramatismo
Kenneth Burke se dedicou ao estudo da retórica como um forma de auxílio à humanidade. Burke chama a esta análise dramatismo (dramatism)

## Filosofia
Em seu livro Language as Symbolic Action (1966), Kenneth Burke define o homem como um animal que usa símbolos. Esta afirmação apresenta a "realidade" como sendo construída a partir do sistema simbólico.

## Obras (parcial)
- Teoria da Forma Literária. Cultrix, 1969 [1941].

inglês
livros
- The White Oxen and Other Stories, New York: Albert and Charles Boni, 1924.
- Counter-Statement. New York: Harcourt, Brace and Company, 1931.
- Towards a Better Life: Being a Series of Epistles, or Declamations, New York: Harcourt, Brace and Company, 1932
- Permanence and Change: An Anatomy of Purpose. New York: New Republic, 1935. A edição de 1984 contem apêndice On Human Behavior, Considered 'Dramatistically; uma introdução de Hugh Dalziel Duncan; e um artigo ao final "Permanence and Change: In Retrospective Prospect."
- Attitudes Toward History. 2 vols. New York: New Republic, 1937.
- The Philosophy of Literary Form: Studies in Symbolic Action. Baton Rouge: Louisiana State University Press, 1941.
- A Grammar of Motives, New York: Prentice-Hall, 1945. (sobre o dramatismo)
- A Rhetoric of Motives, New York: Prentice-Hall, 1950.
- The Rhetoric of Religion: Studies in Logology, Boston: Beacon Press, 1961.
- Perspectives by Incongruity, ed. Stanley Edgar Hyman, with the assistance of Barbara Karmiller, Midland paperback, Bloomington: Indiana University Press, 1964.
- Terms for Order, ed. Stanley Edgar Hyman, with the assistance of Barbara Karmiller, Midland paperback, Bloomington: Indiana University Press, 1964.
- Language as Symbolic Action: Essays on Life, Literature, and Method, Berkeley: University of California Press, 1966. Seleção de seus escritos.
- Dramatism and Development. Heinz Werner Series, Vol. 6. Worcester, Mass.: Clark University Press, 1972.
- On Symbols And Society. University of Chicago Press, 1989.
- On Human Nature: A Gathering While Everything Flows. Ed. William H. Rueckert and Angelo Bonadonna. Berkeley: U of California P, 2003.
- Letters from Kenneth Burke to William H. Rueckert, 1959-1987. Ed. William H. Rueckert. West Lafayette, IN: Parlor Press, 2003.

artigos
- A Philosophy of Drama University of Chicago Magazine (October 1961): 7-8, 20.{Ensaio}
- Dramatic Form--and: Tracking Down Implications. The Tulane Drama Review 10.4 (Summer 1966): 54-63.{Ensaio}
- Dramatism. Communication: Concepts and Perspectives. Ed. Lee Thayer, Washington, D.C.: Spartan Books, Macmillan, 1967. 327-360;
- Dramatism and Development. Heinz Werner Series, Vol. 6. Worcester, Mass.: Clark University Press. (1972)
- Dramatism as Ontology or Epistemology: A Symposium. Communication Quarterly 33 (Winter 1985): 17-33. [with Bernard L. Brock and Parke G. Burgess]

## Correspondência
- Jay, Paul, editor, The Selected Correspondence of Kenneth Burke and Malcolm Cowley, 1915-1981, New York: Viking, 1988, ISBN 0-670-81336-2
- East, James H., editor, The Humane Particulars: The Collected Letters of William Carlos Williams and Kenneth Burke, Columbia, USC, 2004